# Gemeinde Kobilje
Kobilje (ungarisch Kebeleszentmárton, deutsch: Kebell) ist der Name einer Gemeinde in der Landschaft Prekmurje in Slowenien.

## Lage
Kobilje liegt in der Ravensko-Ebene im äußersten Nordosten Sloweniens, in der unmittelbaren Nähe zur ungarischen Grenze. Sie ist eine von drei slowenischen Gemeinden, die aus nur einer Ortschaft bestehen. Das nächste ungarische Zentrum ist Lenti.

## Nachbargemeinden
| Moravske Toplice | Ungarn                                      | Ungarn |
| Moravske Toplice | Kompassrose, die auf Nachbargemeinden zeigt | Ungarn |
| Dobrovnik        | Dobrovnik, Ungarn                           | Ungarn |

## Geschichte
Im Jahre 1208 wurde Kobilje das erste Mal schriftlich erwähnt. 1627 wurde der Ort von den Türken zerstört.

## Sehenswürdigkeiten
Mitten im Dorf stehen zwei mächtige Elsbeerbäume (Sorbus torminalis), die zu den größten und ältesten in Slowenien zählen.